# Élections municipales suédoises de 2018
Les élections municipales suédoises de 2018 se tiennent le 9 septembre 2018, en même temps que les élections législatives et les élections régionales.

## Système électoral
La Suède est divisée en 290 communes dont les assemblées municipales sont composés de 31 à 101 sièges en fonction de leurs populations. Les conseillers municipaux sont renouvelés tous les quatre ans au scrutin proportionnel plurinominal selon la méthode de Sainte-Laguë. Les scrutins sont organisés le même jour que les législatives et les régionales. Les assemblées élisent par la suite leurs exécutifs.

## Résultats
| Parti                     | Parti                                   | Votes     | %     | +/−  | Sièges | +/− |
| ------------------------- | --------------------------------------- | --------- | ----- | ---- | ------ | --- |
|                           | Parti social-démocrate (S)              | 1 801 843 | 27,58 | 3,63 | 3 752  | 612 |
|                           | Modérés (M)                             | 1 310 182 | 20,06 | 1,49 | 2 396  | 39  |
|                           | Démocrates de Suède (SD)                | 832 083   | 12,74 | 3,41 | 1 806  | 482 |
|                           | Parti du centre (C)                     | 631 812   | 9,67  | 1,82 | 1 603  | 192 |
|                           | Parti de gauche (V)                     | 502 147   | 7,69  | 1,25 | 808    | 58  |
|                           | Les Libéraux (L)                        | 444 674   | 6,81  | 0,26 | 689    | 21  |
|                           | Chrétiens-démocrates (KD)               | 339 375   | 5,20  | 1,22 | 676    | 161 |
|                           | Parti de l'environnement Les Verts (MP) | 301 825   | 4,62  | 3,14 | 395    | 337 |
|                           | Autres partis                           | 368 194   | 5,64  | 0,32 | 575    | 36  |
|                           |                                         |           |       |      |        |     |
| Votes valides             | Votes valides                           | 6 532 135 | 98,77 |      |        |     |
| Votes blancs et invalides | Votes blancs et invalides               | 81 316    | 1,23  |      |        |     |
| Total                     | Total                                   | 6 613 451 | 100   | -    | 12 700 | 80  |
| Abstentions               | Abstentions                             |           | 15,88 |      |        |     |
| Inscrits / participation  | Inscrits / participation                |           | 84,12 |      |        |     |